# 은신군
은신군 이진(恩信君 李禛, 1755년 음력 1월 11일 ~ 1771년 음력 3월 29일)은 조선시대의 왕자, 왕족이다. 영조의 손자로, 사도세자의 서자이자 숙빈 임씨 소생으로는 둘째 아들이며, 정조의 이복 동생이다. 은언군의 친동생이며 은전군의 이복 형이기도 하다. 사후 정조에 의해 연령군의 양손자로 출계하여, 호적상 정조, 의소세손, 은언군, 은전군과는 6촌간이 되었다.
출궁 후 어렵게 살다가 홍봉한에게서 자금을 지원받은 일로 탄핵당했고, 시전 상인들에게 빚을 진 것까지 드러나 유배되었다.
1769년 김귀주 등의 탄핵으로 제주도에 유배된 뒤 풍토병으로 병사한다. 사후 복권되었다. 아들이 없어 능양군의 3남 인평군의 6대손 남연군 이채중(뒤에 구로 개명)을 양자로 삼아 가계를 이었다. 본관은 전주이씨(全州李氏), 자는 신재(愼哉), 시호(諡號)는 소민공(昭愍公)이며 후에 충헌공(忠獻公)으로 개시되었다. 가계상 조선 26대 고종의 증조부가 된다.
사후 남연군의 후손들은 은신군이 사도세자, 조선 장조의 후손임을 강조하다가 20세기 이후에 가서 연령군-낙천군-은신군으로 가계도를 정립하였다.

## 생애

### 생애 초반
이진은 1755년(영조 31년) 음력 1월 11일 사도세자(思悼世子)와 양제 임씨(良娣 林氏)의 서(庶) 차자로 태어났다. 그에게는 친형 은언군 외에 이복형 의소세자, 정조, 그리고 이복동생 은전군 찬이 있었다. 그는 보모 황덕혜(黃德惠)에 의해 양육되었다.
1757년(영조 33) 1월 2일 영조는 특별히 왕손교부에 홍계능을 임명하여 은신군, 은언군 형제의 교육을 담당하였다. 왕손의 나이 6세에 왕손사부를 임명하는 것이 관례였지만 영조는 1757년에 두 왕손을 가르칠 왕손교부를 초빙, 임명하였다.
홍계능 이후, 윤상후(尹象厚, 1757년 1월 27일~1759년 9월 25일), 윤득관(尹得觀, 1759년 11월 24일~1760년 12월 15일), 홍낙인(洪樂仁, 1760년 12월 22일~1761년 3월 11일), 김이안(金履安, 1761년 5월 12일~1762년 12월 21일), 김재구(金載久, 1763년 6월 20일~1763년 9월 7일), 한용화(韓用和, 1763년 12월 20일~1764년) 등이 두 왕손을 교육할 왕손교부로 부임하였다. 이 중 홍낙인은 이복 형 정조의 외삼촌이었고, 김이안은 청음 김상헌의 후손으로 김창협의 증손자이며 김원행의 아들이다. 김이안은 학행으로 천거되어 1년간 왕손들의 교육을 담당했다. 김재구는 학행으로 천거되었으나 재물을 탐냈다는 의심을 받고 파직되었다.
1760년 작위를 처음 받았으며 1765년(영조 41년) 은신군에 봉군되었고, 같은 해 5월 25일 영조의 명으로 형 은언군과 함께 관례(冠禮)를 행하고 승헌대부(承憲大夫) 은신군(恩信君)에 책봉 되었다. 1767년 7월 현감 홍대현(洪大顯)의 딸인 남양 홍씨와 혼례를 치렀다. 1768년(영조 44) 1월 1일 승정원의 건의로 은언군, 은신군, 은전군은 종친부유사당상(宗親府有司堂上)에 임명되었다. 1768년에는 종친부유사당상, 은신군 겸 오위도총부 도총관(五衛都摠府都摠管)에 임명되었다.

### 출궁
1769년 10월 22일 다시 도총관에 임명되었다가 11월 2일 면직되었다.
사도세자의 사후 출궁되었으며, 이후 어렵게 살다가 홍봉한으로부터 약간의 금액을 지원받았다. 홍봉한이 이들 형제를 왜 도와줬는지 이유는 알려져 있지 않다. 홍봉한이 그의 형제를 후견한 일을 두고, 일각에서는 사도세자 제거에 가담한 것을 안 세손 이산이 자신들에게 반감을 가졌기 때문에 한 행동이라는 견해가 있다. 그런데 1769년(영조 45) 김귀주(金龜柱) 등이 이를 두고 집요하게 물고 늘어져 탄핵, 1771년 외람되게 근수(跟隨)를 많이 거느리고 남여(藍輿)를 타고 다닌다 하여 이복 형 은언군(恩彦君)과 함께 관직에 서용되지 못하는 처분을 받았다.
곧이어 시전(市廛)상인들에게 수백 냥의 빚을 지고 갚지 않은 것이 조부 영조에게 알려져 양사의 탄핵을 받는다. 은신군의 보모 황덕혜의 남동생 황경룡(黃景龍)이 내시들과 결탁하여 시전 상인의 재물을 탈취한 죄목으로 고발당했다. 황경룡을 고발하는 과정에서 은언군, 은전군 형제가 시전 상인들에게 빚을 진 것이 영조의 귀에 들어가게 된 것이다.
1771년 2월 2일 할아버지 영조에 의해 삭직처분되고, 2월 3일 호서의 연읍으로 유배의 명이 내려졌다.

### 유배와 최후
그는 영조의 명으로 형 은언군(恩彥君)과 함께 충청도 직산현(稷山縣)에 유배되었다가 다시 제주도 대정현(大靜縣)으로 위리안치 되었다. 또한 그의 외조부 임창주(林昌周)는 제주도 대정현의 군역에 충군(充軍)되었다. 그러나 은신군과 그의 형 은언군이 유배당한 뒤에도, 그는 분에 넘치는 가마를 탔다는 죄목이 더해져 계속 탄핵당하였다. 당시 노론 벽파 일각에서는 세손을 사전에 제거하려 했고, 영조는 이를 알아보고 홍봉한이 은신군과 은언군 형제의 빚을 갚아준 것에 민감하게 반응하였다.
형 은언군과 함께 제주도로 유배되었지만 그는 풍토병에 걸렸고, 유배 2년만인 1771년 음력 3월 29일에 병사하였다. 당시 그의 나이는 17세였다.
| “ | 아! 이번의 처분이 국가를 위해서라고 하지만 마음에는 지금까지 차마 못할 일이라고 여겼었다. 본주(本州)의 계본이 어제 도착하였는데, 중관(中官)이 혹시 상심할 것을 염려하여 머뭇거리면서 머물러 두게 하였다가 오늘에야 비로소 알렸으니, 슬픈 마음을 어디다 비유하겠는가? 관재(棺材)는 본목(本牧)으로 하여금 가려서 지급하게 하고, 의금(衣衾)은 본현감(本縣監)으로 하여금 종신(宗臣)의 예(例)에 따라 살피고 단속하여 마음을 써서 거행하도록 하되, 우선 가시 울타리를 철거하게 하고 마음을 써서 운구(運柩)하도록 하라. 이인이 만약 함께 물고(物故)하였다면 나의 마음이 어떠하였겠는가? 특별히 석방하는 일을 당일 안에 배도(倍道)하여 분부하도록 하라. 그리고 진의 처에게는 해청(該廳)으로 하여금 휼전을 베풀도록 하라. | ” |
|   | — 1771년 4월 12일 영조의 유지 |   |

그의 죽음으로 함께 유배생활 중이던 형 은언군은 풀려났다.
그의 시신은 도성으로 운구되었다가, 그해 6월 임시 장지에 안장되었다가 후에 정조의 명에 의해 경기도 양주군 금촌면 이패리(현 남양주시 이패동) 계암(鷄岩) 해질머루부락 서쪽 손좌(巽坐)에 어머니 양제 임씨 묘소 근처에 안장되었다. 1774년(영조 50) 5월 12일 특명으로 복직되었고, 형 은언군 인도 복권되었다. 그의 어머니 양제 임씨는 정조 즉위 후 1776년(정조 즉위) 8월 3일에 양제로 복작되었다.

### 복권
1776년 정조 즉위 직후 정조에 의해 1776년(정조 1) 4월 10일 영조의 유지를 이유로 연령군 훤에게 사후 양손자로 적통(嫡統) 입적(入籍)되었다. 그러나 사후 양자라서 이미 연령군의 양자가 된 낙천군의 제사를 은신군의 후계자들이 모시느냐 여부를 놓고 논란이 되었으며, 남연군의 후손들은 사도세자와의 관계를 더 강조하는 차원에서 사도세자, 장조를 유독 강조했다. 이 문제는 20세기에 가서야 남연군의 후손들이 연령군, 낙천군을 선조로 인정하고 연령군-낙천군-은신군으로 계통이 확정되었다.
은신군 역시 아들이 없어 1815년(순조 15) 순조의 특명으로 돈녕부판사 이언식(李彦植)과 왕실 각 왕자군파 문장들, 예조의 회의 끝에 1815년 12월 19일 인평대군(麟坪大君)의 6대손인 이병원의 차남 이채중을 간택, 그의 사후 양자로 입양시켜 후사를 이었다. 이채중은 이름을 이구(李球)로 바꾸고 바로 남연군(南延君)에 봉작되었다.
이복 형인 정조가 영조의 뒤를 이어 즉위하면서 1779년(정조 3년) 1월 증 현록대부(顯祿大夫)에 추증되었다. 1779년 12월 12일 소민공(昭愍公)의 시호(諡號)가 내려졌다가 고종 때 충헌으로 개정되었다. 1786년 정조는 그의 신도비를 직접 쓰기도 했다.

### 사후
사후 복권되었다. 시신은 바로 제주도에 안장되었다가 운구되어 선혜청(宣惠廳)에 의해 도성 근처에 매장되었으며, 6월 28일 양주군 금촌(楊州郡金村) 이패리(二牌里, 현 남양주시 이패동 해질모루부락 서쪽) 계암(鷄巖) 손향(巽向), 숙빈 임씨 묘소 근처로 이장되었다. 그의 어머니 숙빈 임씨의 묘소는 후일 실전되었다. 1779년 11월 5일 묘지가 형편없다는 이유로 정조에 의해 다시 장지를 간택하여 양주군 금촌면 평구(平丘, 현 남양주시 삼패동 평구부락) 손향(巽向)을 이장지로 잡기도 했다. 은신군의 묘소가 설치되면서 미금면 이패리 중 은신군의 묘소가 있던 지역을 왕자궁(王子宮) 부락이라 부르게 되었다. 은신군은 후에 다시 양주군 화도면(후일의 남양주시 화도읍)으로 개장되었다. 20세기에 이르러 은신군과 군부인 남양홍씨의 시신은 화장되어 흥선대원군 묘소 근처의 납골묘에 안치되었으며, 신도비와 비석, 석물들은 2005년 1월 양부 낙천군, 양증손 흥친왕 등의 묘비와 함께 모두 서울역사박물관에 기증되었다.
그의 저택 재산으로 내려진 은신군방은 경기도 풍덕(豊德)에 있었다. 부인 남양군부인 남양홍씨는 1815년 양자 남연군의 입양을 본 후, 1829년에 사망하였다. 풍덕에 있던 은신군방 외에 은신군이 연령군의 계후를 이으면서 연령군방(延齡君房)의 재산도 군부인 홍씨에게 내려졌다.
고종 때 가서 1871년(고종 8년) 2월 28일 시호가 충헌공(忠獻公)으로 개시되었다. 1871년(고종 8년) 5월 3일 묘비가 세워져 양증손자 이재원이 묘비문을 짓고, 양증손자 이재면이 글씨를 썼다. 2000년 이후 남연군의 6대손인 이청이 가족묘지를 화장하여 흥선대원군 묘소 좌측에 납골묘에 봉안할 때 납골묘로 봉안되었다.

## 논란

### 낙천군 제사 관련
일설에는 그가 친왕손으로 낙천군(연령군의 양차자)의 제사를 모시는 것을 꺼려했다는 주장이 있으나, 은신군은 생전에 연령군에게 입양된 것이 아니며 은신군은 사후 6년 뒤에 이복 형인 정조에 의해 연령군의 후사로 입양되었다. 후일 남연군의 후손들은 사도세자의 후손 은신군에게서 가계가 시작되는 것으로 간주했지만 후대에 가서는 연령군-낙천군-은신군-남연군으로 계통을 확립하였다.

### 남연군 후손들의 사도세자 강조와 연령군 회피
19세기까지만 해도 운현궁가에서는 자신들을 사도세자 또는 장조의 별자였던 은신군의 후손임을 강조하였다. 장조의 서차남 은신군이 연령군의 봉사손으로 정해졌지만 이는 은신군 사후에 정조에 의해서 결정된 것이다. 은신군도 아들이 없었으므로 인평대군의 6대손이던 진사 이병원의 차남 채중을 은신군의 양자로 사후입양하였다.
정조가 영조의 유지를 이유로, 은신군을 연령군의 후사로 정하면서 은신군 집안을 계승하는 사람이 연령군가의 제사를 지내게 되었다. 그러나 은신군의 양자인 남연군의 후손들은 연령군을 선조로 하지 않고, 사도세자를 강조했다. 1792년 편찬된 선원계보기략에도 은신군은 사도세자의 아들로 되어 있었고, 고종이 즉위한 뒤에 편찬된 선원보들도 사도세자의 자녀 항목에 은신군을 넣었으며, 출계(出系)라는 단어를 넣지도 않고 사도세자의 아랫 부분에 은신군의 이력을 기록하였다. 1892년 발행된 선원계보기략에도 은신군은 사도세자의 아들로 등재되었다.
남연군의 후손들은 1919년 5월에 세운 흥친왕 신도비와 이준용 신도비에도 여전히 장조의 아들 은신군을 강조했다. 1948년에 영선군 이준용의 신도비를 다시 세울 때도 융릉(장조)의 아들임을 강조했다. 남연군의 후손들은 19세기까지만 해도 연령군, 낙천군의 생일, 기일 제사를 받들었지만, 연령군이나 낙천군 대신 사도세자를 내세웠다. 그러다가 20세기에 와서 연령군, 낙천군도 선조로 인정하기 시작하였다.

## 기타
《은신군 신도비문 - 정조》
“아, 은신군이여 / 嗟哉恩信
평소 행동거지가 훌륭했었지 / 素履振振
효도하고 또 우애하고 / 旣孝旣友
공손하고도 신중했었지 / 亦克恭愼
인후하신 왕의 자손으로 / 宜爾麟趾
외로운 섬에 귀양 갔었네 / 乃鵩之賦
화와 복이 그리 무상한 것 / 禍福廻穴
그 까닭을 누가 알까 / 孰識其故
머나먼 남쪽 땅을 / 悠悠南服
가더니 오지를 않고 / 有去無歸
놀란 파도는 하늘에 닿고 / 驚濤黏天
비도 울고 바람도 흐느꼈네 / 雨泣風唏
군자는 말하기를, 아, 슬프다 / 君子曰噫
모두가 명임을 어찌하랴 한다네 / 命也如何
누굴 원망하고 탓하는 게 아니라 / 匪怨匪尤
내 감회가 매우 많다네 / 予懷孔多
경기 지역으로 반장하여 / 返葬于畿
우리 대궐과도 가까이 있고 / 邇我城闕
작록도 원상 회복되고 / 爵旣恩復
시호도 내려지고 위계도 올랐으니 / 易名增秩
그대 넋이여, 무슨 유감 있겠는가 / 魂兮奚憾
이 집 속에 고이 잠들게나 / 安此幽宮
이 비에다 사연을 새겨 / 立石鐫辭
슬픈 이 심정을 엮었다네 / 維以紓恫”

## 가족 관계
왕가(王家) 전주 이씨(全州 李氏)
- 양조부 : 연령군 이훤(延齡君 李昍, 1699 ~ 1719)[7]
- 양조모 : 상산군부인 상산 김씨(郡夫人 商山 金氏, 1698 ~ 1725)
- 조부 : 제21대 영조대왕(英祖大王, 1694 ~ 1776, 재위 1724 ~ 1776)
- 조모 : 소유영빈 이씨(昭裕暎嬪 李氏, 1696~1764)
  - 양아버지 : 낙천군 이온(洛川君 李縕, 1720 ~ 1737)
  - 양어머니 : 달성군부인 달성 서씨(達城郡夫人 達城 徐氏, 생물년 미상)[8]
  - 아버지 : 추존 장조의황제(莊祖懿皇帝, 1735 ~ 1762)
  - 어머니 : 헌경 의황후 홍씨 (獻敬懿皇后 洪氏, 1735 ~1815)
    - 이복형 : 의소세자(懿昭世子, 1750 ~ 1752)
    - 이복형 : 제22대 정조선황제(正祖宣皇帝, 1752 ~ 1800)
    - 이복누나 : 청연공주(淸衍公主, 1754 ~ 1821), 광은위 김기성(金箕性)에게 하가.
    - 이복동생 : 청선공주(淸璿公主, 1756 ~ 1802), 흥은위 정재화(鄭在和)에게 하가.

  - 친어머니 : 숙빈 임씨(肅嬪 林氏, ? ~ 1773)
    - 형 : 은언군 이인(恩彦君 李䄄, 1754 ~ 1801)

  - 서모 : 경빈 박씨(景嬪 朴氏, ? ~ 1761)
    - 이복동생 : 청근옹주(淸瑾縣主, ? ~ 1835), 당은위 홍익돈(洪益惇)에게 하가.
    - 이복동생 : 은전군 이찬(恩全君 李禶, 1759 ~ 1778)

은신군 이진(恩信君 李禛, 1755 ~ 1771)
- 부인 : 남양군부인 남양 홍씨(南陽郡夫人 南陽 洪氏, 1755년 ~ 1829년 3월 21일) - 남양인(南陽人) 홍대현(洪大顯)의 딸, 홍대용의 종질녀.
  - 양자 : 남연군 이구(南延君 李球, 1788년 ~ 1836년)[9][10]이병원의 아들.
- 외조부 : 임창주(林昌周)
- 외조모 : 김해 김씨(金海金氏)
- 양외조부 : 서종수(徐宗秀)

## 같이 보기
| - 운현궁 - 숙빈 임씨 - 사도세자 - 은언군 - 은전군 - 홍대용 - 홍대현 - 김정 - 김귀주 - 김관주 - 달선군 | - 홍봉한 - 의소세손 - 낙천군 - 흥선대원군 - 흥인군 - 이준용 - 상산군부인 - 남연군 |

## 참고 문헌
- 영조실록, 정조실록
- 운현궁의 가계승계와 그들의 묘비

| 전임 낙천군 (양아버지) | 제3대 계동궁 종주 (명목상) 1777년, 사후 지정됨 | 후임 남연군 (양자) |